# Senaculum
Senaculum var den plats där de romerska senatorerna samlades på Forum Romanum i Rom, innan de gick in i curian för sina förhandlingar. Senaculum var beläget vid Concordiatemplet och Basilica Opimia.
Senaculum antas ha rivits när Lucius Opimius år 121 f.Kr. lät bygga till Concordiatemplet eller senast när den blivande kejsaren Tiberius lät bygga om samma tempel år 9 f.Kr.
I Rom fanns det fyra senacula. Förutom det ovan nämnda fanns det ett senaculum vid Bellonatemplet och ett vid Porta Capena. Senaculum vid Porta Capena användes endast under året efter slaget vid Cannae år 216 f.Kr.
Historiker har även identifierat ett fjärde senaculum, omnämnt i Livius Ab Urbe Condita. Detta senaculum ska ha varit beläget i närheten av  Curia Calabra på Capitolium.
| Plan över Comitium (före Caesar) |
| --- |
| Curia Iulia Concordia- templet Saturnus altare Mundus Senaculum Rostra Vetera Lapis Niger Basilica Porcia Basilica Opimia Curia Hostilia Carcer Graecostasis Maenius- kolonnen Area Volcani |